# Нектари

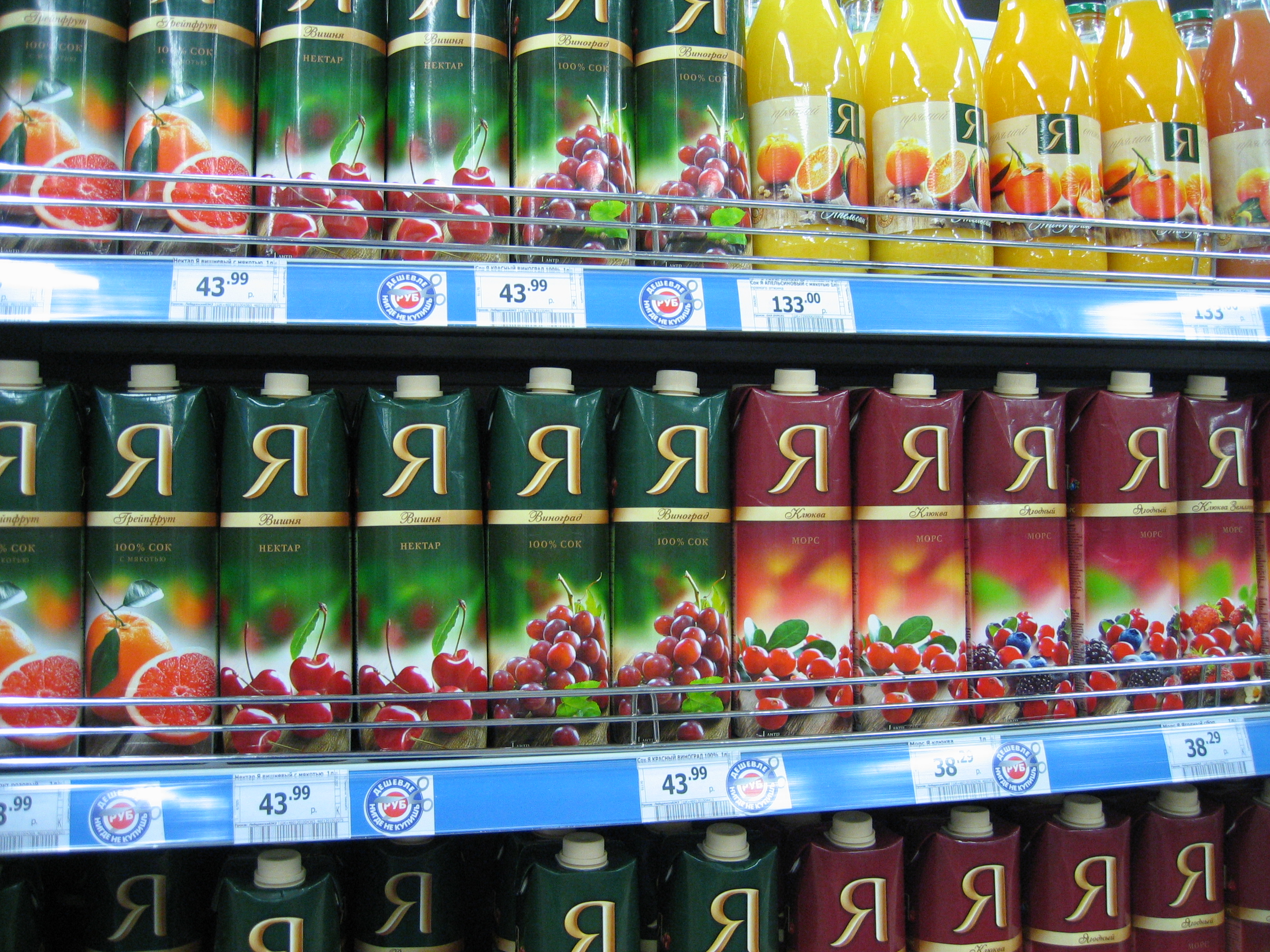
Нектари

Некта́р — це продукт, що містить від 25 % до 50 % натурального соку, решта — це вода, цукор, мед тощо.
Нектари, як правило, роблять з тих плодів, з яких неможливо приготувати сік через насичений кислий чи солодкий смак або через нестачу в них рідини. До таких фруктів належать вишня, порічки, смородина, персик, банан, абрикоса, манго. Однак є фрукти, з яких можна робити як соки, так і нектари — апельсин, грейпфрут, груша та інші.
Нормативи вмісту в нектарах натурального соку залежно від виду фрукту.
- не менше 25 % натуральної складової повинно бути у нектарі з маракуї чи смородини, лимона, банана, гуави, папаї та солодких яблук.
- не менше 25 % — у нектарі зі сливи, горобини й журавлини
- не менше 35 % — з кислої вишні й манго
- не менше 40 % — з абрикос, малини й полуниці
- 45 % — з персиків
- не менше 50 % соку — у нектарах з ананасів, айви, яблук (крім солодких), груш і цитрусових (крім лимона й лайма).

## Соковмісні нектари
Крім соків та нектарів, існують ще напої, що містять сік. У них складова натурального соку ще менша, ніж у нектарах — від 10 % до 40 % (в овочевих напоях). Крім цукру й лимонної кислоти, в таких напоях допускається присутність штучних ароматизаторів, фарбників, замінників цукру, стабілізаторів м'якоті й інших харчових добавок. При виготовленні напоїв, що містять овочеві соки, можуть додаватися сіль, оцет, спеції, трави.